# Honda CB 360-serie
De Honda CB 360-serie is een serie middenklasse motorfietsen die Honda produceerde van 1974 tot en met 1978. Behalve de Honda CB 360, de Honda CB 350 G en de Honda CB 360 T omvat deze serie ook de gerelateerde Honda CJ 360 T en de Honda CL 360 scrambler.

## Voorgeschiedenis
In 1968 bracht Honda de CB 350 op de markt, als opvolger van de Honda CA 77 Dream en als zustermodel van de Honda CB 250, waarmee de CB 350 grote gelijkenis vertoonde. Beide modellen hadden vergelijkbare carters waarin de krukas een slag van 50,6 mm had. De CB 350 had een boring van 64 mm. De "G-versie" van de CB 350 verscheen al in 1973, een jaar eerder dan die van de CB 250. Met de "G-versie" moesten een aantal kinderziekten van de "K-versie" verholpen worden. Zo werd in de cilinderkop een oliekuipje aangebracht, zodat er altijd wat olie aanwezig was om bij een koude start de nokkenas te smeren. De veranderingen die de CB 250 G in 1974 nog zou krijgen, zoals een schijfrem in het voorwiel, werden op de CB 350 nooit toegepast omdat ze in 1974 vervangen werd door de CB 360.

## 1974-1977, Honda CB 360
De CB 360 kwam in 1974 op de markt in twee uitvoeringen: CB 360 K0 en CB 360 G. Beide modellen hadden een 12 volt elektrische installatie met elektrische richtingaanwijzers en een startmotor.

### Motor
De motor was een luchtgekoelde staande paralleltwin met een bovenliggende nokkenas die door een ketting tussen beide cilinders werd aangedreven. De machine had twee kleppen per cilinder en twee Keihin-carburateurs. De cilinderkop was verbeterd ten opzichte van de CB 350, met de eerder genoemde betere smering maar ook met een extra lager voor de nokkenas. De motor had een wet-sump-smeersysteem. Ten opzichte van de CB 350 was het vermogen iets afgenomen en het werd ook bij een lager toerental geleverd. De CB 350 leverde 36 pk bij 10.500 tpm, de CB 360 leverde 34 pk bij 9000 tpm.

### Aandrijving
Vanaf de krukas dreven tandwielen de meervoudige natte platenkoppeling aan. Daarachter zat een zesversnellingsbak en het achterwiel werd door een ketting aangedreven.

### Rijwielgedeelte
Zoals bijna alle Honda's van dat moment had de CB 360 een semi-dubbel wiegframe. Dat frame was bij het balhoofd enkel uitgevoerd: één framebuis liep naar de onderkant van het motorblok en één framebuis liep onder de tank door. Onder het motorblok en onder de tank splitsten deze buizen zich en van daar af was het frame dubbel uitgevoerd. Voor zat een hydraulisch gedempte telescoopvork, achter een swingarm met twee hydraulische veer/demperelementen met buitenliggende schroefveren.

### 1974, Honda CB 350 K0 en CB 360 G
De Honda CB 360 K0 en de CB 360 G kwamen in 1974 tegelijk op de markt. Het waren opgeboorde versies van de CB 250 K5 en de CB 250 G. De "K"-versies hadden nog twee trommelremmen, de "G"-versies hadden een hydraulisch bediende schijfrem in het voorwiel.
De CB 360 K0 werd geleverd in Hawaiian Blue Metallic en Candy Orange, met zwarte en witte biezen op de tank. De zijdeksels waren in een van de twee hoofdkleuren gespoten en daarop stond "CB 360" in oranje en witte letters en cijfers.
De CB 360 G werd geleverd in Hex Green Metallic en Candy Orange, met zwarte en witte biezen op de tank. De zijdeksels waren in een van de twee hoofdkleuren gespoten en daarop stond "CB 360" in oranje en witte letters en cijfers.

### 1975, CB 360 T0
In 1975 veranderde de typenaam in CB 360 T (Twin). De voorste trommelrem was nu afgezworen. De CB 360 T0 werd alleen in 1975 geleverd in Candy Riviera Blue Metallic en Light Ruby Red, met zwart-witte biezen op de tank. Het "CB 360 T"-logo op de zijdeksels was wit met geel. Het deksel van de contactpuntjes was zwart.

### 1976, CB 360 T '76
De CB 360 T '76 werd geleverd in Candy Sapphire Blue en Candy Ruby Red. Verder was de machine identiek aan de CB 360 T0, maar het deksel van de contactpuntjes was nu zilverkleurig.

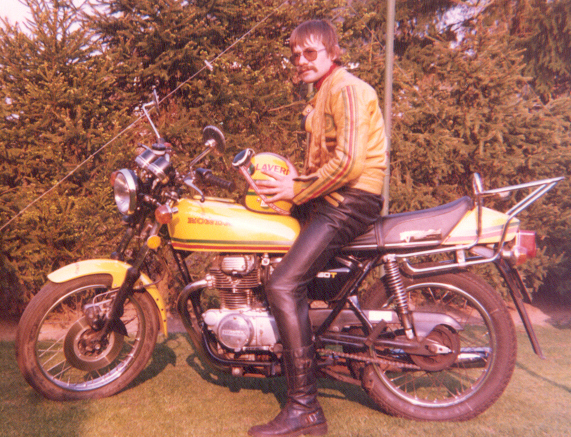
Honda CJ 360 T uit 1976

### 1976-1978, CJ 360 T
De Honda CJ 360 T kwam in 1976 op de markt, waarschijnlijk vooral voor het Verenigd Koninkrijk, waar het pond gedevalueerd was. De CJ 360 T was bedoeld als spaarmodel, wat te merken was aan het ontbreken van tankbiezen, chroom, de zesde versnelling en een startmotor. De machine had echter een veel sportiever uiterlijk dan de CB 360 T, vooral door de toepassing van één kleur (rood of geel), een twee-in-een uitlaat en een polyester "kontje" achter het zadel. De CJ 360 T was leverbaar met een trommelrem in het voorwiel, maar ook (al vanaf het eerste jaar) met een schijfrem. Door het goedkope pond was de machine ook interessant voor kopers van het Europese vasteland en Londense motordealers hadden zelfs Nederlandse verkopers in dienst om de machines die al voorbereid waren voor de Europese markt (door de montage van een rechtsgericht dimlicht) te verkopen.

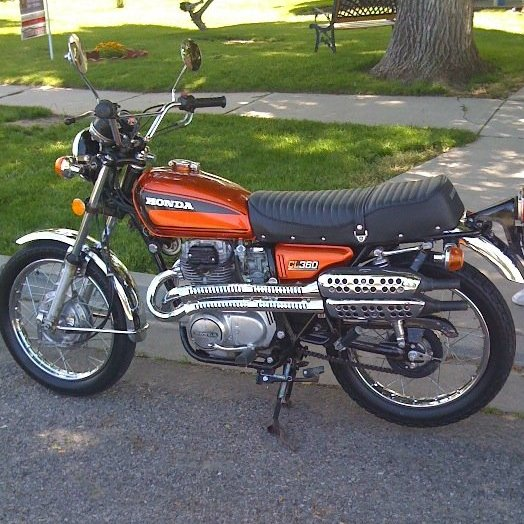
Honda CL 360 K1 in Candy Orange uit 1975

## 1974-1975, CL 360
Als opvolger van de CL 350 K kwam in 1974 de CL 360 scrambler. Deze was rechtstreeks afgeleid van de CB 360, maar was iets meer geschikt voor het rijden op onverharde wegen. De machine had swept back pipes. Omdat in die tijd schijfremmen nog niet geschikt werden geacht voor het rijden in zand vanwege de vervuiling door water en modder kreeg de CL 360 tot het einde van zijn bestaan in 1975 voor en achter trommelremmen.

### 1974, CL 360 K0
De CL 360 K0 uit 1974 werd in slechts één kleur geleverd: Muscat Green Metallic. Op de tankflanken zaten brede zwarte biezen en het "CL 360"-logo op de zijdeksels was geel met wit.

### 1975, CL 360 K1
De CL 360 K1 uit 1975 was vrijwel identiek, maar de hoofdkleur was nu Candy Orange.

## Einde van de productie
De 360cc-modellen hadden geen lang leven. Daarvoor zijn een aantal redenen aan te wijzen. Voor wat betreft de CB 360: Honda introduceerde de viercilinder CB 400 F en voor de (vooral Amerikaanse) liefhebbers van tweecilinders de Honda CB 400 T. Datzelfde gold eigenlijk ook voor de CJ 360 T, maar die mocht als "spaarmodel" nog tot 1978 in productie blijven. Over de CL 360 waren wat klachten: De machine werd veelal door sportieve rijders gekocht, maar leverde minder vermogen dan zijn voorganger, de CL 350, die ook een betere handelbaarheid had. Voor terreingebruik waren er meer geschikte motorfietsen, vooral tweetakten van andere merken, maar vanaf 1974 ook van Honda zelf met de MT 250 Elsinore. Daarbij beconcurreerde Honda zichzelf ook met de wat tammere eencilinder viertakt XL 350, die ook in 1974 op de markt was gekomen.

## Technische gegevens
| Honda                  | CB 360 K0                          | CB 360 G                           | CB 360 T                           | CJ 360 T                                                       | CL 360                             |
| ---------------------- | ---------------------------------- | ---------------------------------- | ---------------------------------- | -------------------------------------------------------------- | ---------------------------------- |
| Periode                | 1974                               | 1974                               | 1975-1976                          | 1976-1978                                                      | 1974-1975                          |
| Categorie              | Toer                               | Toer                               | Toer                               | Toer                                                           | Scrambler                          |
| Motortype              | OHC                                | OHC                                | OHC                                | OHC                                                            | OHC                                |
| Bouwwijze              | Luchtgekoelde staande paralleltwin | Luchtgekoelde staande paralleltwin | Luchtgekoelde staande paralleltwin | Luchtgekoelde staande paralleltwin                             | Luchtgekoelde staande paralleltwin |
| Boring                 | 67 mm                              | 67 mm                              | 67 mm                              | 67 mm                                                          | 67 mm                              |
| Slag                   | 50,6 mm                            | 50,6 mm                            | 50,6 mm                            | 50,6 mm                                                        | 50,6 mm                            |
| Cilinderinhoud         | 356,8 cc                           | 356,8 cc                           | 356,8 cc                           | 356,8 cc                                                       | 356,8 cc                           |
| Carburateur(s)         | 2 x Keihin CV                      | 2 x Keihin CV                      | 2 x Keihin CV                      | 2 x Keihin CV                                                  | 2 x Keihin CV                      |
| Smeersysteem           | Wet-sump                           | Wet-sump                           | Wet-sump                           | Wet-sump                                                       | Wet-sump                           |
| Compressieverhouding   | 9,3:1                              | 9,3:1                              | 9,3:1                              | 9,3:1                                                          | 9,3:1                              |
| Max. Vermogen          | 34 pk bij 9.000 tpm                | 34 pk bij 9.000 tpm                | 34 pk bij 9.000 tpm                | 34 pk bij 9.000 tpm                                            | 34 pk bij 9.000 tpm                |
| Topsnelheid            | 155 km/h                           | 155 km/h                           | 155 km/h                           | 155 km/h                                                       | Onbekend                           |
| Primaire aandrijving   | Tandwielen                         | Tandwielen                         | Tandwielen                         | Tandwielen                                                     | Tandwielen                         |
| Koppeling              | Meervoudige natte plaat            | Meervoudige natte plaat            | Meervoudige natte plaat            | Meervoudige natte plaat                                        | Meervoudige natte plaat            |
| Versnellingen          | 6                                  | 6                                  | 6                                  | 5                                                              | 6                                  |
| Secundaire aandrijving | Ketting                            | Ketting                            | Ketting                            | Ketting                                                        | Ketting                            |
| Rijwielgedeelte        | Semi-dubbel wiegframe              | Semi-dubbel wiegframe              | Semi-dubbel wiegframe              | Semi-dubbel wiegframe                                          | Semi-dubbel wiegframe              |
| Voorvork               | Telescoopvork                      | Telescoopvork                      | Telescoopvork                      | Telescoopvork                                                  | Telescoopvork                      |
| Achtervork             | Swingarm                           | Swingarm                           | Swingarm                           | Swingarm                                                       | Swingarm                           |
| Remmen                 | Trommelremmen                      | Schijfrem voor, trommelrem achter  | Schijfrem voor, trommelrem achter  | Trommelrem voor en achter en schijfrem voor, trommelrem achter | Trommelremmen                      |
| Tankinhoud             | 11 Liter                           | 11 Liter                           | 11 Liter                           | 11 Liter                                                       | 9,1 Liter                          |
| Droog gewicht          | 165 kg                             | 165 kg                             | 165 kg                             | 162 kg                                                         | 162 kg                             |
| Voorganger             |                                    |                                    |                                    |                                                                |                                    |
| Opvolger               |                                    |                                    |                                    |                                                                | XL 350                             |